# Gunyoda
Gunyoda è una circoscrizione rurale (rural ward) della Tanzania situata nel distretto di Mbulu, regione del Manyara. Conta una popolazione di 11 477 abitanti (censimento 2012).